# 拉罗克布鲁
拉罗克布鲁（法語：Laroquebrou，法語發音：[laʁɔk(ə)bʁu]），法国中南部市镇，位于奥弗涅-罗讷-阿尔卑斯大区康塔尔省，隶属于欧里亚克区，其市镇面积为17.15平方公里，2022年1月1日时人口数量为791人，在法国城市中排名第11,204位。
拉罗克布鲁位于康塔尔省西部，塞尔河畔，是一个区域性的中心市镇。

## 地名来源

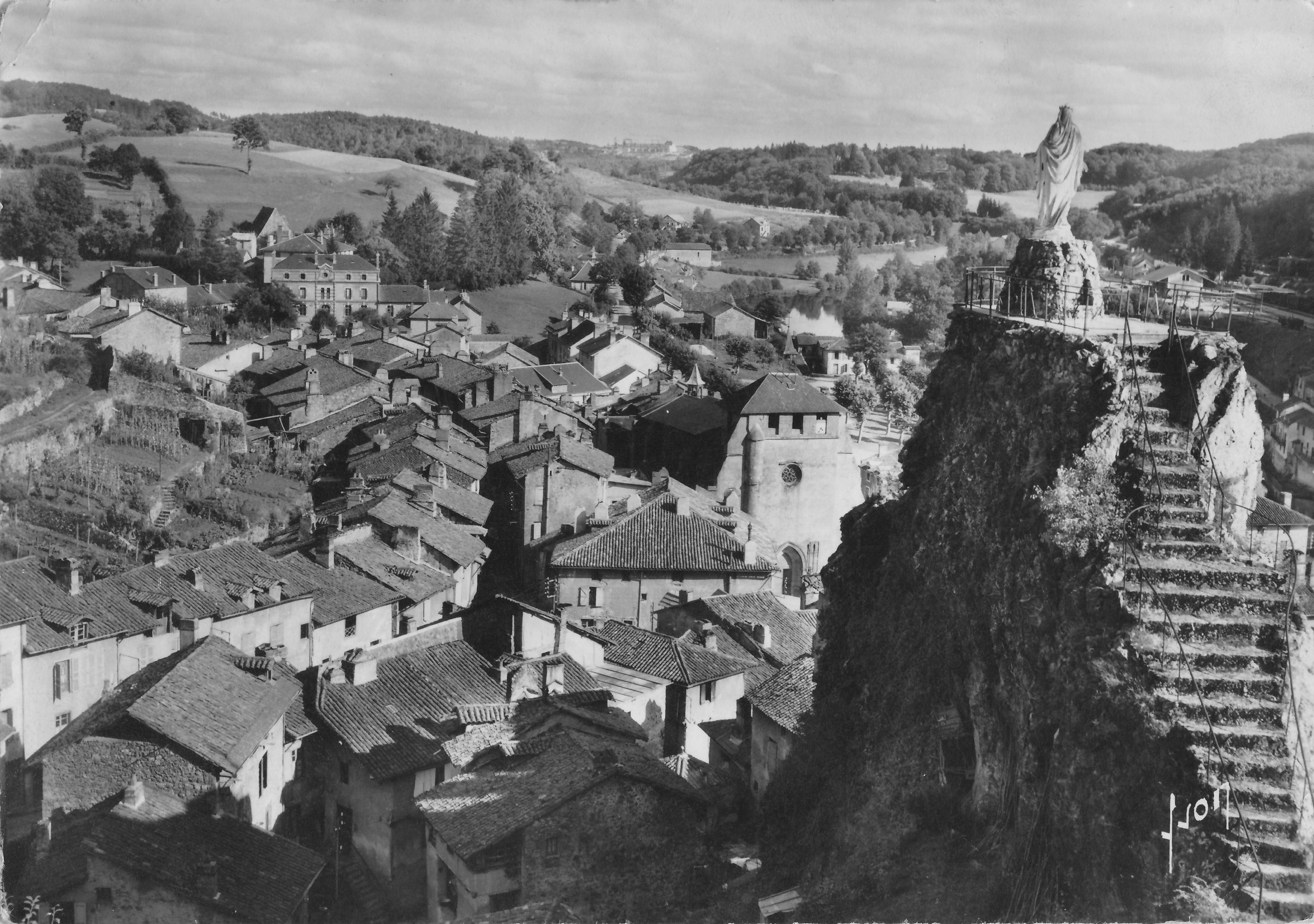
1953年的拉罗克布鲁

“拉罗克”和“布鲁”分别来源于来源于拉丁语单词“rocca”和“brolium”，分别意为“岩石”和“小树林”。

## 历史
拉罗克布鲁历史上长期为一处普通村落，中世纪末期，当地的领主迪朗（Durand）在塞尔河畔修建了拉罗克城堡作为其家族宅邸，其附近逐渐形成聚落。法国大革命后，拉罗克布鲁成为康塔尔省的一个市镇，工业革命期间，沿塞尔河修建的铁路由此通过并设站。20世纪后，拉罗克布鲁的人口数量逐年减少。

## 地理

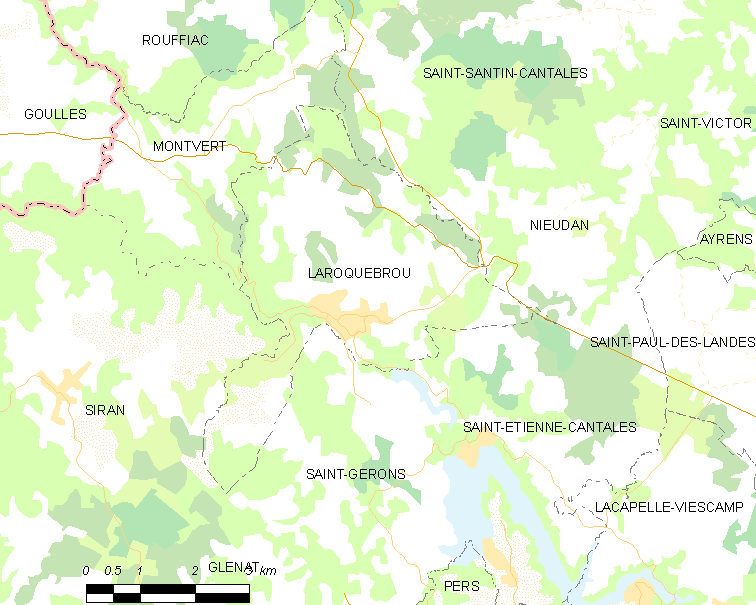
拉罗克布鲁市镇范围地图

拉罗克布鲁位于法国中南部，奥弗涅-罗讷-阿尔卑斯大区西南部和康塔尔省西部，距离省会欧里亚克大约24公里。与拉罗克布鲁接壤的市镇包括：蒙韦尔、尼约当、圣艾蒂安康塔莱斯、圣热龙、圣桑坦康塔莱斯、锡朗。

### 地形
拉罗克布鲁位于法国中央高原腹地，境内以山地和丘陵为主，市镇中心位于塞尔河右岸一处坡地上，全境海拔在429到693米之间。

### 水文
塞尔河自东向西流经境内，该河是多尔多涅河的支流，属于加龙河水系。

### 植被
拉罗克布鲁属于温带阔叶混交林区，因海拔相对较高，当地亦有大片针叶林分布。
在鲜花城市的评比中，拉罗克布鲁暂未被评级。

### 气候
拉罗克布鲁在柯本气候分类法中属于带有温带海洋性气候特征的山地气候。

## 行政区划
拉罗克布鲁是法国奥弗涅-罗讷-阿尔卑斯大区康塔尔省的一个市镇，编号为15094。拉罗克布鲁隶属于欧里亚克区、康塔尔省第一选区以及荒地圣保罗镇县，同时也是康塔尔栗园市镇公共社区的组成部分。
法国国家统计与经济研究所（简称）在进行数据统计时，将包括拉罗克布鲁在内的周边共51个市镇划为欧里亚克城市区。自2020年起，拉罗克布鲁城市区被包含85个市镇的欧里亚克城市辐射区代替。此外，还将拉罗克布鲁市镇整体看作一个“块区”（IRIS）。

## 交通

### 公路
多条康塔尔省省道在拉罗克布鲁境内交汇，奥弗涅-罗讷-阿尔卑斯大区下属的城际客运提供巴士线路，可前往周边部分市镇。
2017年，51.1%的拉罗克布鲁家庭拥有至少一辆私人汽车。2019年，拉罗克布鲁境内共发生各类交通事故1起，造成1人受伤。

### 铁路
拉罗克布鲁位于苏亚克－维耶康苏雅莱斯铁路上。拉罗克布鲁站位于市区南部，停靠往返于布里夫拉盖亚尔德和欧里亚克一线的区域列车。

### 航空
距离拉罗克布鲁最近的民用航空站为欧里亚克机场，距离拉罗克布鲁市中心的公路里程约26公里。

### 城市公共交通
截至2021年7月，拉罗克布鲁暂无城市公共交通系统。

## 政治

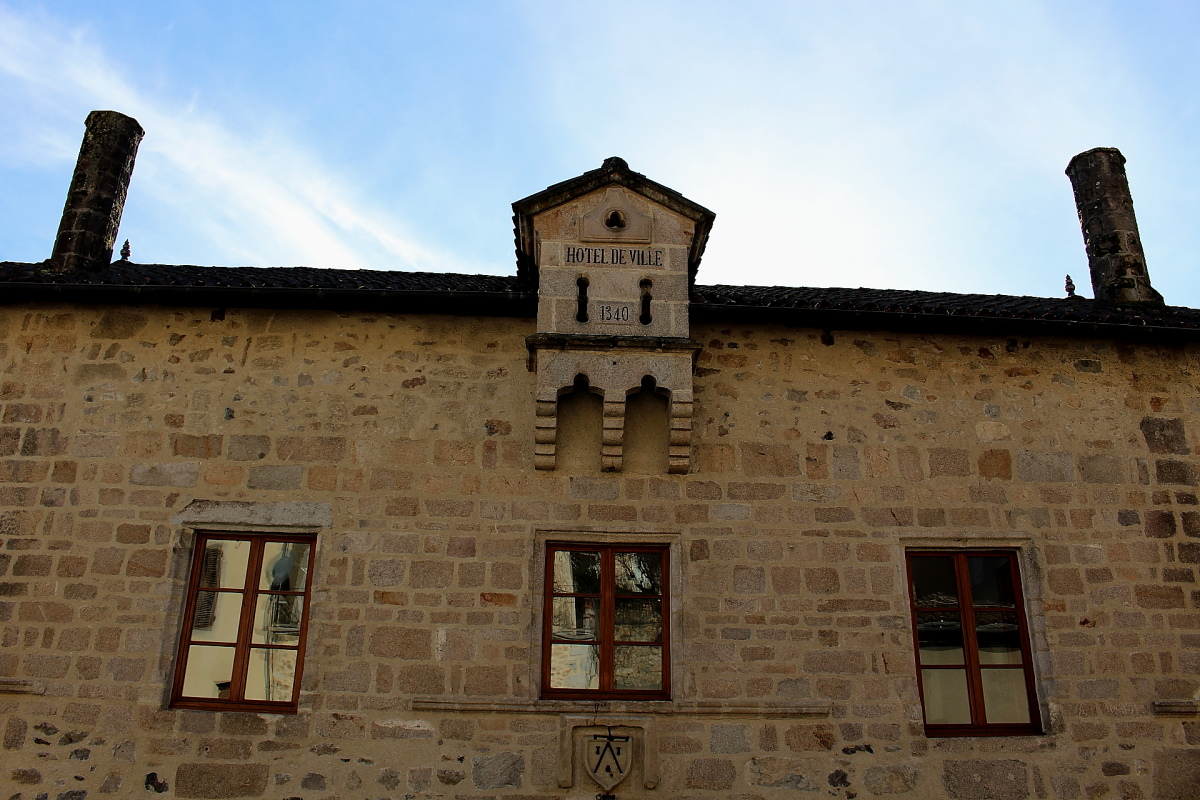
拉罗克布鲁市政厅

拉罗克布鲁的现任市长为帕斯卡·马尔沃赞先生（Pascal Malvezin），他是共和党的一名成员，在2020年的市政选举中获得了56.67%的支持率。
在2017年的法国总统大选中，法国第25任总统埃马纽埃尔·马克龙在拉罗克布鲁获得了71.85%的支持率。

## 人口
2018年，拉罗克布鲁市镇人口数量为855，在法国排名第11,204位。其中男性431人，女性449人，75岁及以上人口占18.4%，外籍人口数量为200人，人口密度为50人/平方公里，当地居民被称为（男性）或（女性）。2019年，拉罗克布鲁境内出生1人，死亡人口47人。
| 年份   | 1936  | 1946  | 1954  | 1962  | 1968  | 1975  | 1982  | 1990  | 1999  | 2005 | 2010 | 2015 | 2018 |
| ------ | ----- | ----- | ----- | ----- | ----- | ----- | ----- | ----- | ----- | ---- | ---- | ---- | ---- |
| 人口數 | 1,293 | 1,520 | 1,238 | 1,237 | 1,193 | 1,014 | 1,023 | 1,048 | 1,080 | 992  | 814  | 887  | 855  |

## 经济
截止2021年7月，拉罗克布鲁是一个区域性的中心城市，当地共有各类用人单位145家，平均历史为21年，其中98.68%为中小型企业（PME）。（旅游接待）和（汽车维修）是当地2019年营业额最高的两家企业，分别为94,807欧元和94,763欧元。

## 财政收入
2019年，拉罗克布鲁的财政收入总额为1,314,380欧元，财政支出总额为1,158,880欧元，当年的债务总额为349,640欧元。2020年，拉罗克布鲁共获得264,419欧元的国家财政补助，比上一年增加了0.02%。
2019年，拉罗克布鲁的家庭平均月收入总额为1,699欧元，低于法国平均水平（2,318欧元）。
2017年，拉罗克布鲁境内的青壮年（15至64岁）失业率为8.3%，当地42.1%的家庭拥有纳税资格，平均纳税1,940欧元，低于法国平均水平（3,888欧元）。

## 社会事务

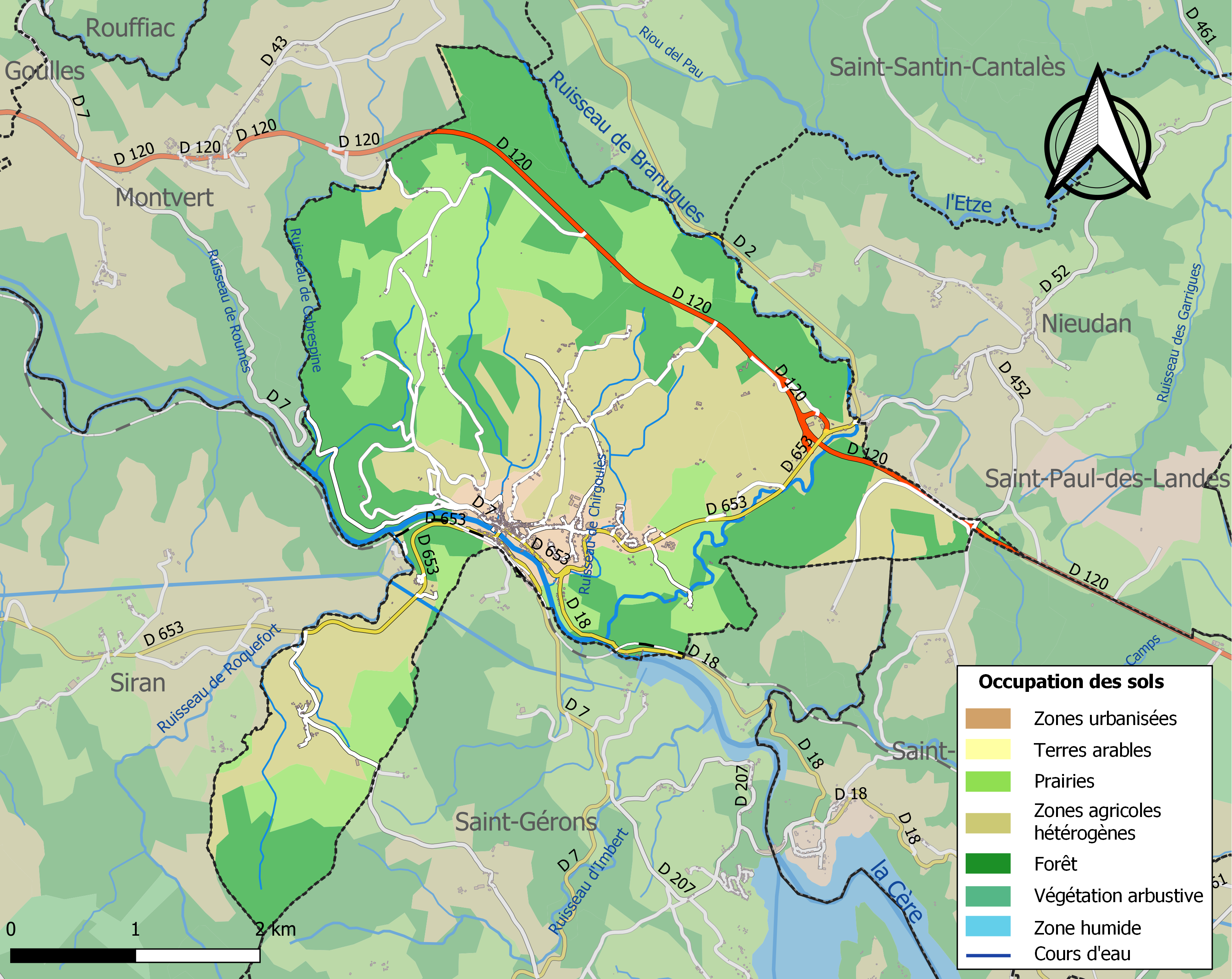
拉罗克布鲁土地利用情况地图

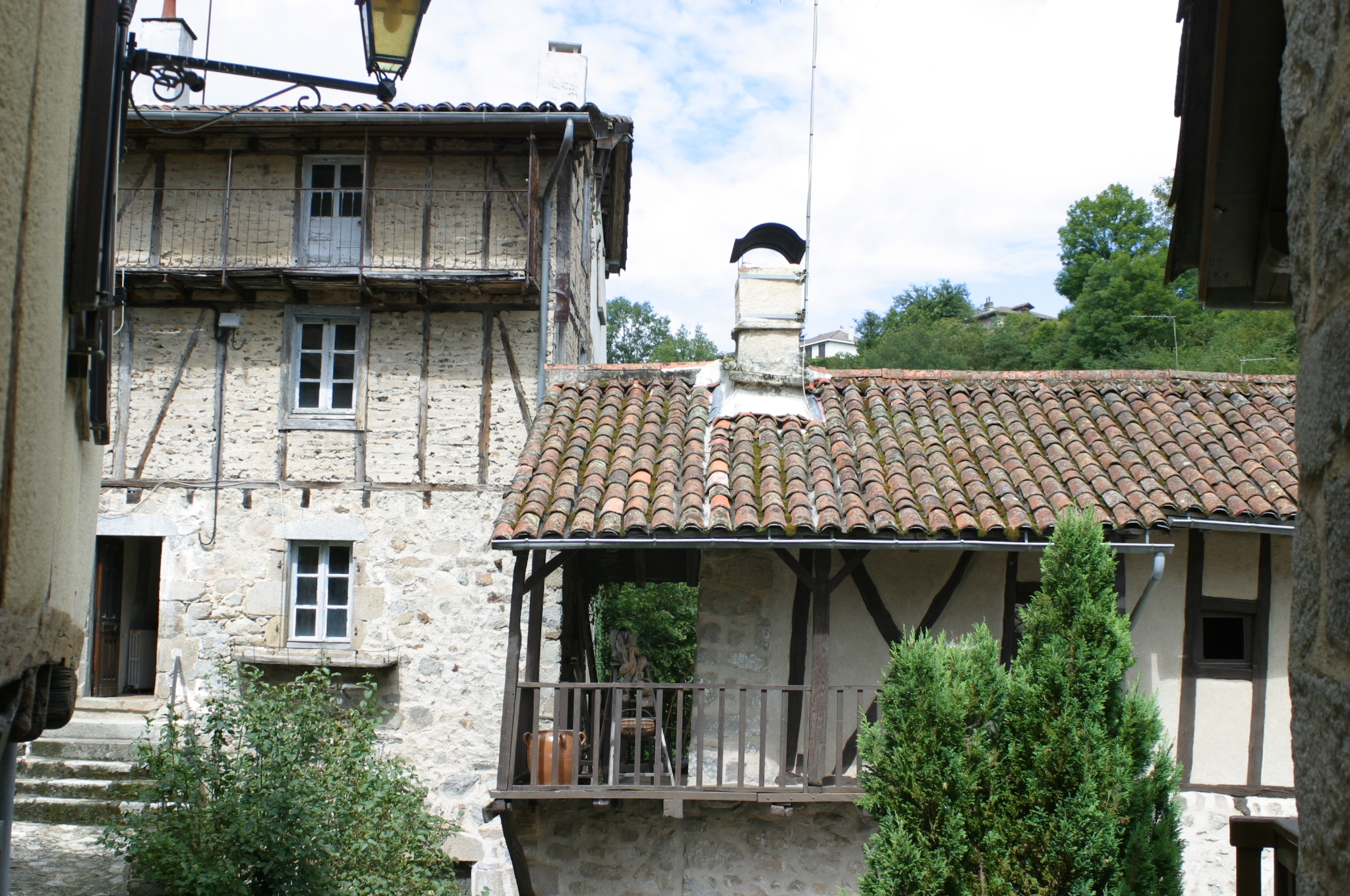
拉罗克布鲁的一处民居

### 教育
拉罗克布鲁属于克莱蒙费朗学区。截止2019年1月1日，拉罗克布鲁境内共有1所小学和1所初级中学。2018至2019学年度，拉罗克布鲁境内共有在校中等教育阶段学生188名。

### 医疗
截止2019年1月1日，拉罗克布鲁境内共有全科医生2名、保健师2名和护士7名。境内共有药房1家、养老院1家、残疾人帮扶中心1家。距离拉罗克布鲁最近的区域性医疗机构为“欧里亚克中心医院”（Centre Hospitalier d'Aurillac），其主病区位于欧里亚克市区，设有床位892个，是当地规模最大的公立综合性医院。

### 住房
2017年，拉罗克布鲁境内共有各类住房636套，其中76.3%为独立式居民区，23.4%为集中式居民区。常住房屋占拉罗克布鲁市镇范围内居民建筑总量的59.9%。
在住房保障政策方面，2017年，拉罗克布鲁境内共有122户家庭获得了住房经济补助，受益人数占总人口数量的13.9%，其中103份为房租补助。

### 商业
2019年，拉罗克布鲁境内共有各类实体商铺30家，其中餐厅3家、杂货店1家、面包房1家、肉铺3家、银行门店2家、美容美发店2家、汽车维修店3家。市镇中心建有一家U超市。

### 体育
2019年，拉罗克布鲁境内共有2处网球场和1处足球或橄榄球场。
截至2021年8月，拉罗克布鲁境内暂无任何注册足球俱乐部。

### 环境
拉罗克布鲁的环境事务由其所属的公共社区负责。2019年，拉罗克布鲁境内暂无污染企业。

### 治安
2019年，拉罗克布鲁市镇范围内有1处宪兵队。
2014年，拉罗克布鲁及附近地区共发生各类案件806起，其中盗窃类案件406起，经济类案件99起，毒品交易类案件55起。

## 文化

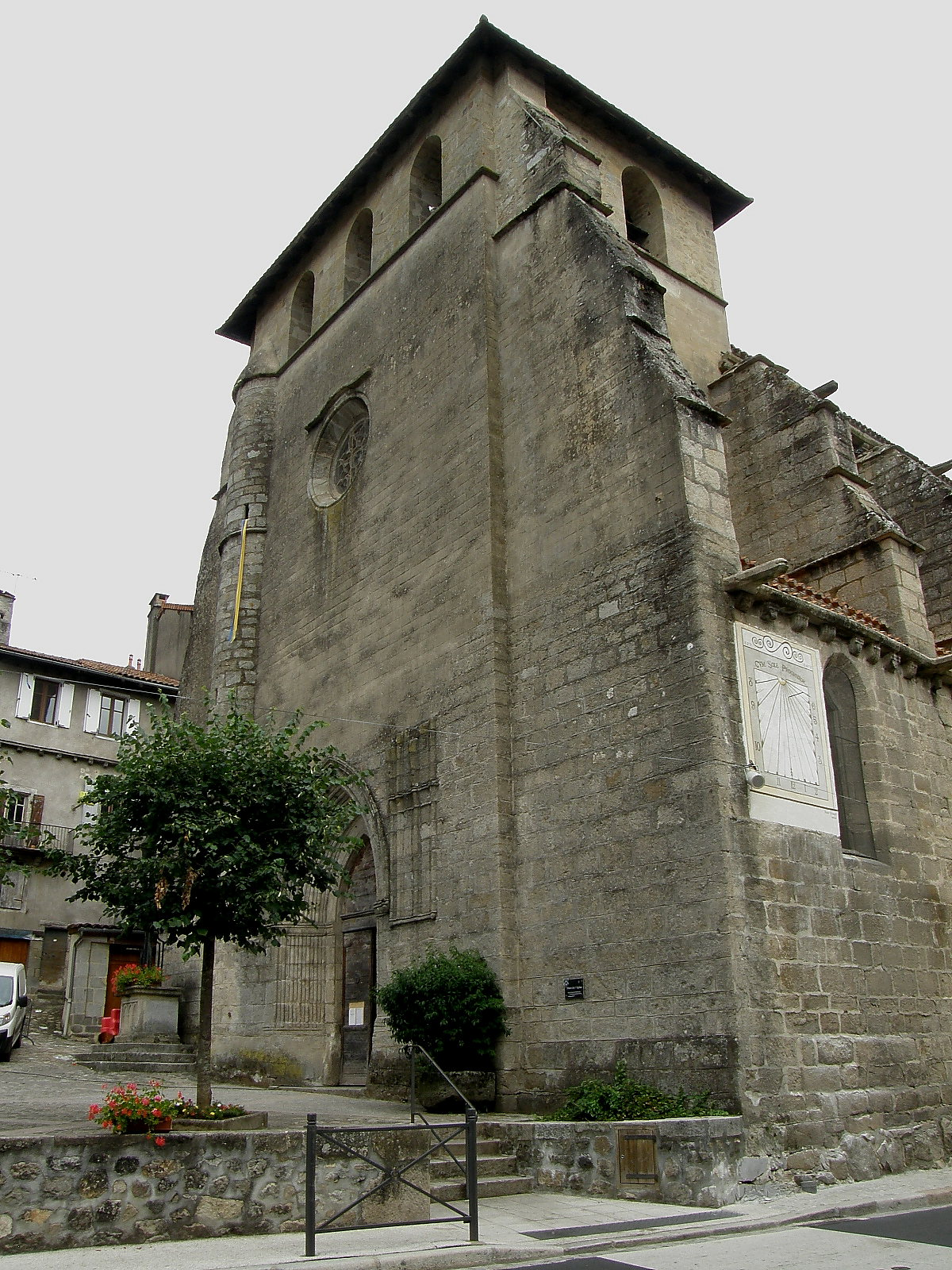
拉罗克布鲁圣马丁教堂

2019年，拉罗克布鲁境内暂无任何文化设施。拉罗克布鲁市政府提供多媒体中心，向公众全年开放。

### 建筑
拉罗克布鲁境内有多处历史建筑，其中拉罗克布鲁圣马丁教堂等为法国国家文物保护单位。

### 旅游
拉罗克布鲁的旅游事务由其所属的公共社区负责。2020年，拉罗克布鲁境内共有1家酒店共计9间房间；另有1个露营地，可容纳共39辆露营车。

### 媒体
法国主要的媒体均可在拉罗克布鲁接收，法国电视三台下属的奥弗涅-罗讷-阿尔卑斯大区频道在部分时段播出拉罗克布鲁所属区域的地方新闻。

## 友好城市
截至2021年8月，拉罗克布鲁暂未建立任何友好城市关系。